# Vodice
Vodice (tyska: Woditz, italienska: Vodizze) är en stad och turistort i landsdelen Dalmatien i Kroatien. Vodice ligger vid Adriatiska havet i Šibenik-Knins län, cirka 10 kilometer från länets residensstad Šibenik. Staden har 8 902 invånare (2011) och är en populär turistort med aktiviteter även under vintertid (internationella konferenser och regatta). 

## Historia
1412 hamnade staden i Venedigs ägo. Under 1500-talet uppfördes stadsmurar och försvarsverk för att försvara staden från de framryckande osmanerna. Efter att republiken Venedig upplösts 1797 kom staden under österrikarnas kontroll. Bortsett från en kort fransk ockupation (1806-1813) styrdes staden av de österrikiska myndigheterna fram till första världskrigets slut och Österrike-Ungerns upplösning 1918.

## Utbildning
Vodice har en grundskola och en högskola (juridik och turismmanagement).